# Yōsei Teikoku
Yōsei Teikoku (japansk: 妖精帝國, tysk: Das Feenreich) er et japansk rockband, etableret i 1997. Bandets musik kombinerer elementer fra bl.a heavy metal, elektronisk og klassisk, med gotisk som kerne. De har indspillet introsange for adskillige animes. Disse inkluderer bl.a Mirai Nikki, Magical Pokan, Innocent Venus, Kurokami: The Animation, Seikon no Qwaser. De har også indspillet soundtracket til computerspillet Mai-HiME. De har udgivet fire albums hos pladeselskabet Lantis: Gothic Lolita Propaganda, metanoia, Gothic Lolita Doctrine og Gothic Lolita Agitator.

## Medlemmer
- Yui Itsuki (伊月ゆい født 25. oktober) - vokalist, kor og sangskrivning.
- Takaha Tachibana (橘 尭葉 Tachibana Takaha, født 25. marts) - keyboard, guitar, komponering, arrangering og sangskrivning. Han har tidligere været medlem af Kukui og har bl.a lavet introsangen til Venus Versus Virus.
- Nanami (名波 Nanami) - basguitar.
- Shiren (紫煉） Shiren, født 10. marts), rigtige navn: Hirano Yukimura) - ledende guitarspiller
- Gight (ガイト Gaito, født 20. marts) - trommer.

Tidligere medlemmer
- Relu (リル Riru) - trommer.

De stiftende medlemmer (før udgivelsen af Baptize) var Yui og Tachibana .

## Diskografi

### Album
- Atarashii Momo (新しい桃) (1996)
- Momo no Hane (桃の羽) (1997)
- Momo no Mori (桃の森) (1998)
- Shikō no Momo (至高の桃) (1999)
- Stigma (2005)
- Gothic Lolita Propaganda (2007)
- Metanoia (2007)
- Irodori no Nai Sekai (彩の無い世界 En verden uden farver) (2009)
- Gothic Lolita Doctrine (2009)
- Gothic Lolita Agitator (2010)
- Pax Vesania (2013)
- Hades: The Other World (2014)
- "Shadow Corps(e)" (5. august 2015)[3]

### Singler
- Ashita wo Yurushite (明日を許して) (2006))[4]
- Senketsu no Chikai (鮮血の誓い) (2006)
- Noble Roar (2006)
- Valkyrja (2006)
- Shijun no Zankoku (至純の残酷) (2007)
- Schwarzer Sarg (2008)
- Hades: The Bloody Rage (2008)
- Weiß Flügel (2008)
- Gekkō no Chigiri (月光の契り) (2009)
- "One" (2009)
- Tasogare no Getsuka (誰そ彼の月華) (2009)
- Baptize (2010)
- Rebellion Anthem (2010)
- Asgard (2010)
- "Mischievous of Alice" (2011)
- Kūsō Mesologie (空想メソロギヰ, "Fantasy Mesology") (2011[5]
- Filament (2012)
- Shito Kakusei (使徒覚醒) (2014)
- Kyūsei Argyros (救世Άργυρóϛ) (2014)
- "Disorder" (2016) [6]

### Andet
- Promoverings-CD (2004)

Blev givet væk under nogle af deres koncerter. Inkluderer korte, alternative versioner af Garden, Last moment, Torikago (トリカゴ), Haru he (春へ), Gekka Kyōsō (月下狂想), Deep sea og Moonlight magic.
- My-HiME (computerspil, soundtrack)
- Tsui no Yataka
- Fortissimo EXA Asgard (computerspil, åbningssang)
- Kamisama to Unmei Kakumei no Paradox (computerspil, soundtrack)